# Свирин, Василий Карпович
Василий Карпович Свирин (1777 — не ранее 1832) — чиновник 4-го класса, управляющий Провиантским департаментом Военного министерства.

## Биография
Родился в 1777 году, происходил из обер-офицерских детей.
Службу начал рядовым в 3-м полевом Московском батальоне, поступившем в 1797 году на сформирование Московского гарнизонного полка. В 1801 году был переведён в Полоцкий пехотный полк аудитором.
Во время похода 1805 года в Австрию против французов находился в составе корпуса Беннигсена. В 1808 году назначен обер-аудитором к генералу Буксгевдену и пожалован за отличие гражданским чином 8-го класса. В том же году участвовал в походе против шведов; находился при занятии городов Ловизы, Борго, Гельсингфорса и Або, а также при бомбарднровании и взяти Свеаборгской крепости. По назначении главнокомандующим Финляндской армией Барклая де Толли, был переведён в его штаб.
С 15 марта 1810 года состоял при графе Штейнгеле, в 1812 году оперировавшем потом против Наполеоновских войск в Прибалтийском крае, и участвовал в нескольких сражениях с французами; за отличия пожалован чинами 7-го и 6-го класса и орденом св. Анны 2-й степени.
13 мая 1818 года назначен начальником 3-го отделения Инспекторского департамента Главного штаба Его Императорского Величества с производством в 5-й класс. В 1820 году Свирин был назначен вице-директором Провиантского департамента Военного министерства, одновременно вошёл в состав Комитета Провиантских дел и 1 января 1825 года был произведён в чин 4-го класса. 12 августа 1827 года, после освобождения от должности главы Провиантского департамента А. И. Абакумова, Свирину было повелено управлять департаментом впредь до особого назначения и определено производить содержание по окладу директора (генерал-провиантмейстера); по этой должности он вошёл также в число членов Совета военного министра. Одновременно Свирин занял пост председательствующего в Комитете Провиантских дел.
Управление Свириным провиантской частью было непродолжительным: полтора года спустя он подал прошение об увольнении от службы по слабости от болезненного состояния и старости. Его прошение было удовлетворено частично: 26 января 1829 года он был уволен от управления Провиантским департаментом (в этом качестве и в Совете военного министра Свирина сменил Г. А. Цимбалистов, ранее исправлявший при нём должность вице-директора департамента), однако с сохранением должности председательствующего в Комитете Провиантских дел.
Однако уже в 1830 году Комитет Провиантских дел был упразднён, а Свирин определён в число чиновников по особым поручениям при Провиантском департаменте. В 1832 году он повторно подал прошение об отставке и 7 июня 1832 года был уволен от службы с пенсией.
Дальнейших сведений о его жизни не имеется.

## Награды
Свирин имел знак отличия за XXV лет беспорочной службы и ряд орденов, в их числе:.
- Орден Святой Анны 2-й степени с алмазными знаками
- Орден Святого Владимира 4-й степени
- Орден Святого Владимира 3-й степени